# Netwerkdatabase
De netwerkdatabase is een database van de tweede generatie. Het breidt de mogelijkheden van gegevensopslag van de eerste generatie databases, de hiërarchische databases, uit met de mogelijkheden van meerdere paden, wat impliceert dat de parent-child-relatie tussen records niet meer 1:n is, maar n:m. Ieder child kan dus meerdere parents hebben.
Het netwerkmodel is in 1971 gestandaardiseerd als het Codasyl DBTG-model (DataBase Task Group).
De mogelijkheden van de netwerkdatabase zijn groter dan die van de hiërarchische database, maar blijven beperkt. Bij elk record moeten wijzers (pointers) opgeslagen worden, die de fysieke representatie van de parent-child-relaties zijn. De pointers verwijzen dus door naar andere records. In dit model ontstaat er een probleem wanneer ergens in de database pointers corrupt raken, dan kunnen hele delen van de database opeens niet meer bereikbaar zijn.
De vrijheid in de hoeveelheid parent-child-relaties maakt ook dat het ontwerp van een netwerkdatabase enorm complex kan worden.
Ook het netwerkmodel is verouderd, het is in de praktijk vervangen door het relationele model.
Na de jaren 80 verminderde het gebruik van het netwerkmodel tot zogenoemde legacy-systemen als mainframes.